# RAB5C
RAB5C‏ (RAB5C, member RAS oncogene family) هوَ بروتين يُشَفر بواسطة جين RAB5C في الإنسان.